# Adrien Fache
Adrien Fache, né à Mouscron le 24 décembre 1920 et mort à Forest le 18 février 2013, est un agent de renseignement et résistant de la Seconde Guerre mondiale sous le nom de Marc Leman.

## Biographie
Adrien Fache fait ses études au collège Saint-Joseph de Mouscron. Il y rencontre l'abbé Emmanuel De Neckere qui le soutiendra lors de la mort de son père en 1934.
Il effectue son service militaire à la 3e compagnie école des Chasseurs à pied à Tournai quand survient la guerre. Sa compagnie ne sera pas mêlée directement au combat, mais plusieurs de ses compagnons meurent sous les bombardements. Il se retrouvera finalement aux Pays-Bas dans un camp de transit de prisonniers de guerre. Sa carte d'identité bilingue lui permet d'être considéré comme flamand et d'être démobilisé.
Après cela, il travaille dans le bureau de son frère architecte où il entend parler de « Résistance ». Il s'engage dans cette résistance. Après avoir été emprisonné à la suite d'une participation à une manifestation patriotique le 21 juillet 1941, il se consacre essentiellement à la presse clandestine mais surtout aux renseignements. Il y retrouve l'abbé De Neckere et le lien de confiance favorisera leur action commune dans la Résistance.
Adrien Fache participera à des services de renseignements tel que Zig dirigé par Christian Jooris. Pour avoir aidé un aviateur américain, il est incarcéré à Gand et condamné à mort le 3 juin 1944. Après un long périple, il sera libéré à Bayreuth-Amberg le 13 mai 1945.
Après la guerre, il reste actif dans des associations patriotiques et publie un livre sur l'action des espions belges. Il est fait capitaine ARA comme chef de service ZIG A.

### Famille
Adrien Fache est le fils de l'architecte Gustave Fache.
Son petit-fils, le journaliste Wilson Fache, a reçu le prix Albert-Londres en 2023.